# Pfarrer Braun: Im Namen von Rose
Im Namen von Rose ist ein deutscher Fernsehfilm von Wolfgang F. Henschel aus dem Jahr 2009. Es handelt sich um die fünfzehnte Episode der ARD-Kriminalfilmreihe Pfarrer Braun mit Ottfried Fischer in der Titelrolle.

## Handlung
Pfarrer Braun wurde mittlerweile ins Saarland versetzt. Nach dem Tod ihres Mannes kehrt Altkommunistin Rose Assmann aus dem Exil nach St. Florian zurück und liegt mit ihrem Luxushausboot Richelieu vor Anker. Kurz nachdem Braun mit seinem bescheidenen Hausboot Jeanne d’Arc neben Rose ankert, weil das Pfarrhaus wegen Einsturzgefahr noch nicht bezugsfertig ist, fischen er und Messdiener Armin den alten Weinhändler Bartel Konz tot aus dem Wasser. Während sich Armin in Josephine, die Enkelin des Toten, die nun beträchtlich geerbt hat, verliebt, und Kommissar Geiger, mittlerweile Kommunismusbeauftragter des LKA, einer vermuteten Verstrickung der katholischen Kirche bei der Verschleierung des Parteivermögens der SED nachgeht, ermittelt Braun zwischen den Weinköniginnen, einem verschworen Frauenzirkel, und einem Brandanschlag auf die Richelieu, wobei der Skipper Rose Assmanns zu Tode kommt.
Teile dieser Folge wurden in Saarburg gedreht, das aber nicht im Saarland, sondern in Rheinland-Pfalz liegt. Der Episodentitel nimmt Bezug auf den 1980 erschienenen historischen Roman Der Name der Rose von Umberto Eco, in dem der ebenfalls „kriminalisierende“ Franziskanerpater William von Baskerville mehrere Morde in einer norditalienischen Benediktinerabtei in offizieller Mission aufklären soll.

## Hintergrund
Für Im Namen von Rose wurde an Schauplätzen im Saarland und im südlichen Rheinland-Pfalz rundum Saarburg gedreht.  Die Erstausstrahlung fand Donnerstag, den 9. April 2009 auf Das Erste und im ORF 2 statt.

## Kritik
Die Kritiker der Fernsehzeitschrift TV Spielfilm gaben dem Film eine mittlere Wertung, sie zeigten mit dem Daumen zur Seite. Sie konstatierten: „Herr, gib uns Güte und ein mildes Urteil.“